# Elkton (Maryland)
Elkton es un pueblo ubicado en el condado de Cecil en el estado estadounidense de Maryland y es la sede de dicho condado. En el año 2010 tenía una población de 15.443 habitantes y una densidad poblacional de 725,02 personas por km².

## Geografía
Elkton se encuentra ubicado en las coordenadas 39°36′36″N 75°49′33″O / 39.61000, -75.82583.

## Demografía
Según la Oficina del Censo en 2000 los ingresos medios por hogar en la localidad eran de $51.214 y los ingresos medios por familia eran $57.412. Los hombres tenían unos ingresos medios de $43.103 frente a los $36.622 para las mujeres. La renta per cápita para la localidad era de $23.840. Alrededor del 16,4% de la población estaba por debajo del umbral de pobreza.